# Hledání vize
Hledání vize je v některých indiánských kulturách přechodovým rituálem. Obvykle ji podstupují pouze mladí muži vstupující do dospělosti. Jednotlivé domorodé kultury mají pro své přechodové rituály vlastní názvy. „Vision quest“ je zastřešující termín v angličtině (česky Hledání vize) a v některých kulturách nemusí být přesný nebo používaný.
Mezi indiánskými kulturami, které tento typ přechodu mají, se obvykle skládá z řady obřadů vedených stařešinami a podporovaných komunitou daného mladého muže. Tento proces zahrnuje úplný půst po dobu čtyř dnů a nocí o samotě na posvátném místě v přírodě, které k tomuto účelu zvolili starší. Některé komunity používají stejná místa po mnoho generací. Po tento čas se onen mladý člověk modlí a promlouvá k duchům, kteří by mohli mít takovou vizi, která jim pomůže najít smysl jejich života, jejich roli v komunitě a způsoby, jakými mohou nejlépe sloužit svému lidu. Sny nebo vize mohou zahrnovat přírodní symboliku, jako jsou například zvířata nebo přírodní síly, které vyžadují výklad (interpretaci) starších. Po přechodu do dospělosti a na základě této zkušenosti se mladý člověk může stát učněm či studentem dospělého, který tuto roli zvládl.
Při rozhovoru se Žlutým vlkem Lucullus Virgil McWhorter uvěřil, že se dotyčný postí, zůstává bdělý a soustředí se na své hledání tak dlouho, až se jeho mysl dostane do „kómatu“. Až v něm se jeho Weyekin (pojem Nez Perce) ukáže.

## Využití jinými kulturami
Nedomorodé školy, New Age školy a „tréninkové školy v divočině“ nabízejí široké (nedomorodé) veřejnosti to, co nazývají „vision quest“. Navzdory názvu však tyto zážitky mohou mít s tradičními obřady za hranicemi půstu a izolace společného jen málo. V těchto případech bylo použití termínu „vision quest“ kritizováno jako tzv. „kulturní přivlastnění“, přičemž ti, kdo takový proces hledání vize vedli, dostali posměšné označení „plastičtí šamani“. Mezi části procesu mohou patřit například potní chýše. Ty však občas vedly k tomu, že nezkušení lidé způsobili zranění a dokonce i smrt účastníkům, jako se to stalo například v případě zabití Jamese Arthura Raye. Incident zahrnoval 36hodinovou, nedomorodou představu o hledání vize, za který účastníci zaplatili téměř 10 000 dolarů.
Stejně jako řada jiných domorodých obřadů bylo i hledání vize zmíněno v prohlášeních domorodých vůdců, kteří jsou znepokojení ochranou obřadů a dalších domorodých práv duševního vlastnictví. Jedním z takových prohlášení je Deklarace války proti vykořisťovatelům lakotské spirituality z roku 1993. V roce 2007 přijala Organizace spojených národů Deklaraci o právech původních obyvatel (UNDRIP), která podpořila práva původních obyvatel na ochranu jejich kultur a ceremonií, a také řešení restitucí v případech, kdy je jejich duševní, náboženské anebo duchovní vlastnictví přivlastněno bez jejich svobodného, předchozího a informovaného souhlasu nebo v rozporu s jejich zákony, tradicemi a zvyky.